# Bergfeste Dilsberg

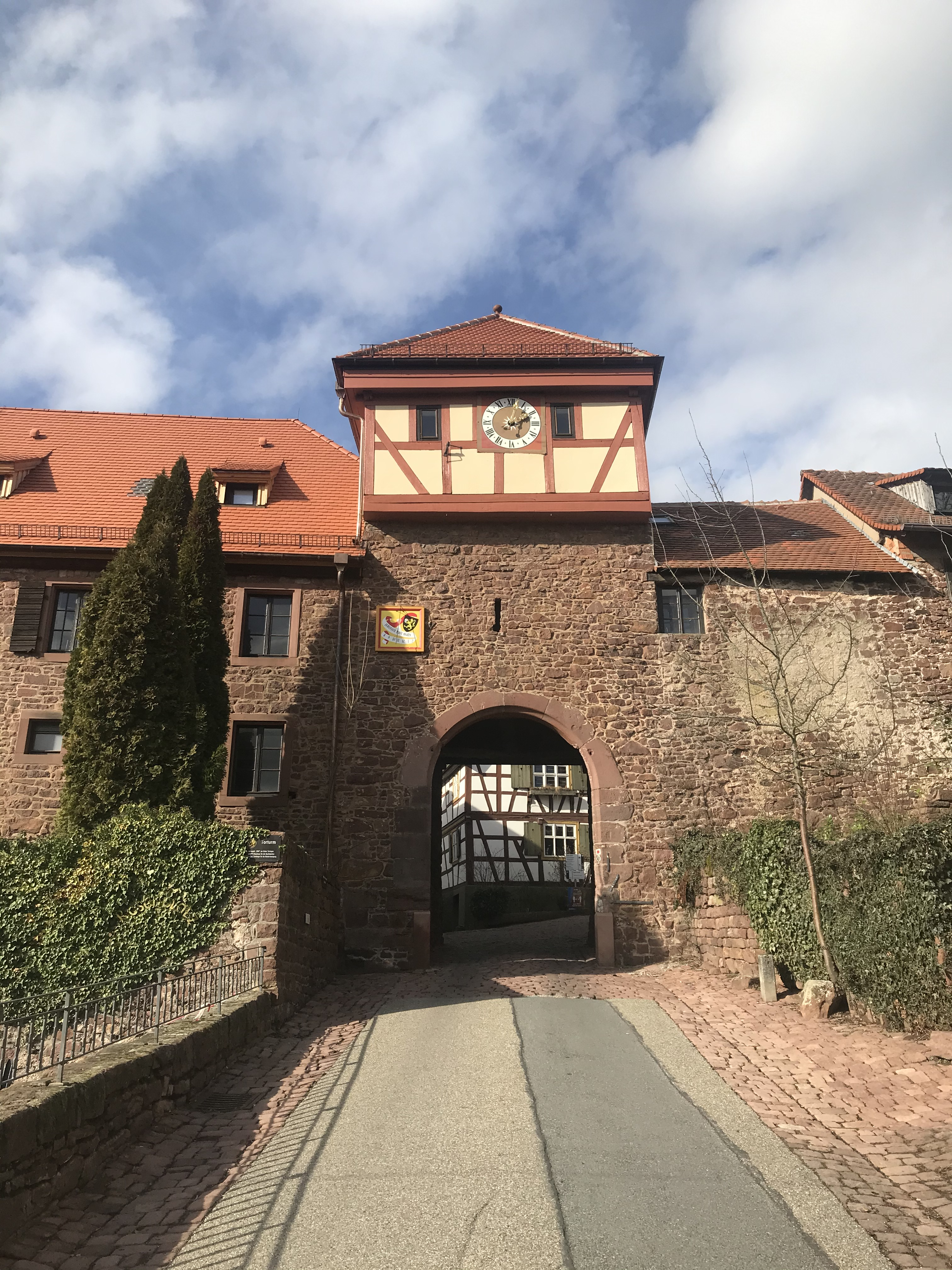
Stadttor

Die Bergfeste Dilsberg ist eine hochmittelalterliche Bergfeste östlich von Heidelberg im Rhein-Neckar-Kreis in Baden-Württemberg, aus der sich der Ortsteil Dilsberg der Stadt Neckargemünd entwickelt hat.

## Lage
Die Höhenburg liegt auf 288,6 m ü. NN über dem Neckartal und dem Kraichgau. Sie war Bestandteil der Wehranlagen der Kurpfalz.

## Geschichte
Ein Vorgängerbau der heutigen Bergfeste wurde zwischen 1150 und 1200 – wohl als Wohnturm – angelegt, worauf im heutigen Mauerwerk wiederverwendete Buckelquader hindeuten. Erstmals erwähnt wurde die Burg 1208 in Zusammenhang mit Boppo (V.) von Lauffen, der sie von seinem früh verstorbenen Bruder Konrad geerbt haben dürfte. Die Burg könnte bereits ein Wohnsitz Boppos (IV.) gewesen sein. Möglicherweise saßen die Grafen von Lauffen zuvor in Wiesenbach. Über die Burg Dilsberg demonstrierten die Grafen von Lauffen Präsenz gegenüber den Pfalzgrafen in Heidelberg und in Richtung des Elsenzgaus, sie war jedoch für die Lauffener strategisch weniger bedeutsam als Lauffen, Hornberg und möglicherweise Eberbach.
Nach dem Aussterben dieses Geschlechts gelangten die Grafen von Dürn an die Herrschaft, die sich seit 1252 Grafen von Dilsberg nannten. Um 1300 ging die Burg in das Eigentum der Kurpfalz über, unter deren Regie die Burg ab den 1330er Jahren umfangreich umgebaut wurde.
Im Jahr 1572 waren auf der Bergfeste die beiden Unitarier Matthias Vehe-Glirius und Jacob Suter wegen ihrer antitrinitarischen Auffassungen inhaftiert.
Im Dreißigjährigen Krieg zählte sie zu den am meisten umkämpften Festungsanlagen. 1622 wurde die Festung vom Feldherrn Johann T’Serclaes von Tilly nach langer Belagerung besetzt. 1633 eroberten die Schweden die Festung zurück. Trotz Belagerung und Kampf wurde die Feste selbst nicht militärisch erobert und auch nicht zerstört.
1803 fiel beim Ende der Kurpfalz die Bergfeste Dilsberg gemeinsam mit dem Ort an das Land Baden und diente diesem als Staatsgefängnis. 1822 wurde sie zum Abriss freigegeben.
Anfang des 20. Jahrhunderts entwickelte sich die Bergfeste Dilsberg allmählich zu einem Ziel für Touristen. Die kleine Festung wurde dafür umfangreich saniert und rekonstruiert. Der unterirdische, rund 80 Meter lange Brunnenstollen, der 1896 von Fritz von Briesen wiederentdeckt und 1926 freigelegt wurde, ist eine der Besonderheiten der Feste.

## Heutige Nutzung
Die Bergfeste Dilsberg ist für Besichtigungen geöffnet. Sie zählt zu den landeseigenen Monumenten und wird von der Einrichtung Staatliche Schlösser und Gärten Baden-Württemberg betreut. Kulturelle Höhepunkte bilden die regelmäßigen Veranstaltungen, wie der Dilsberger Kunsthandwerkermarkt, die Dilsberger Burgkonzerte sowie die Freilichtbühnen-Aufführungen der Rose vom Dilsberg im Frühsommer. Außerdem befindet sich eine Jugendherberge innerhalb des alten Ortskerns.

## Beschreibung

### Anlage

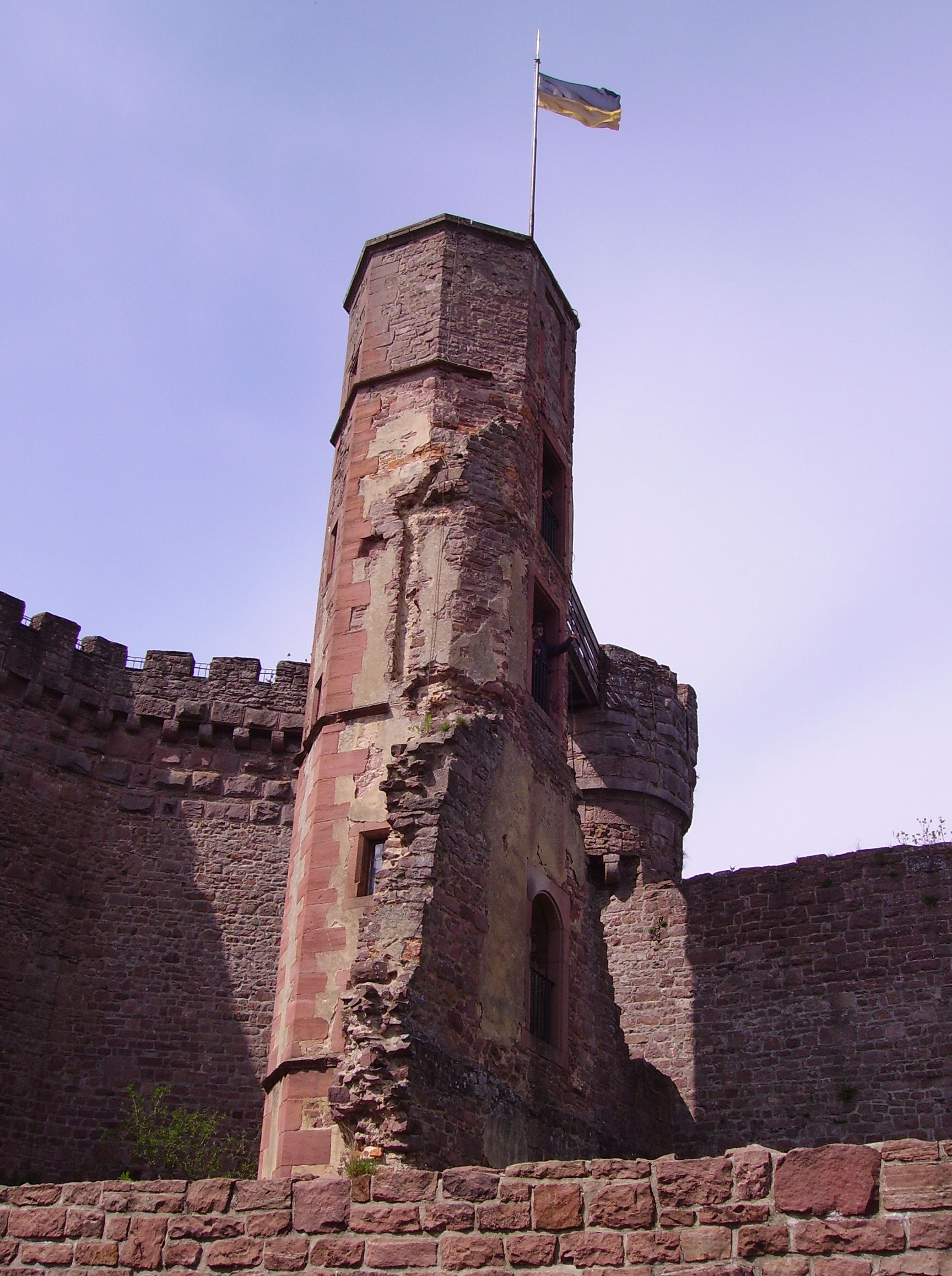
Turm der Bergfeste Dilsberg, zur Linken die Ringmauer

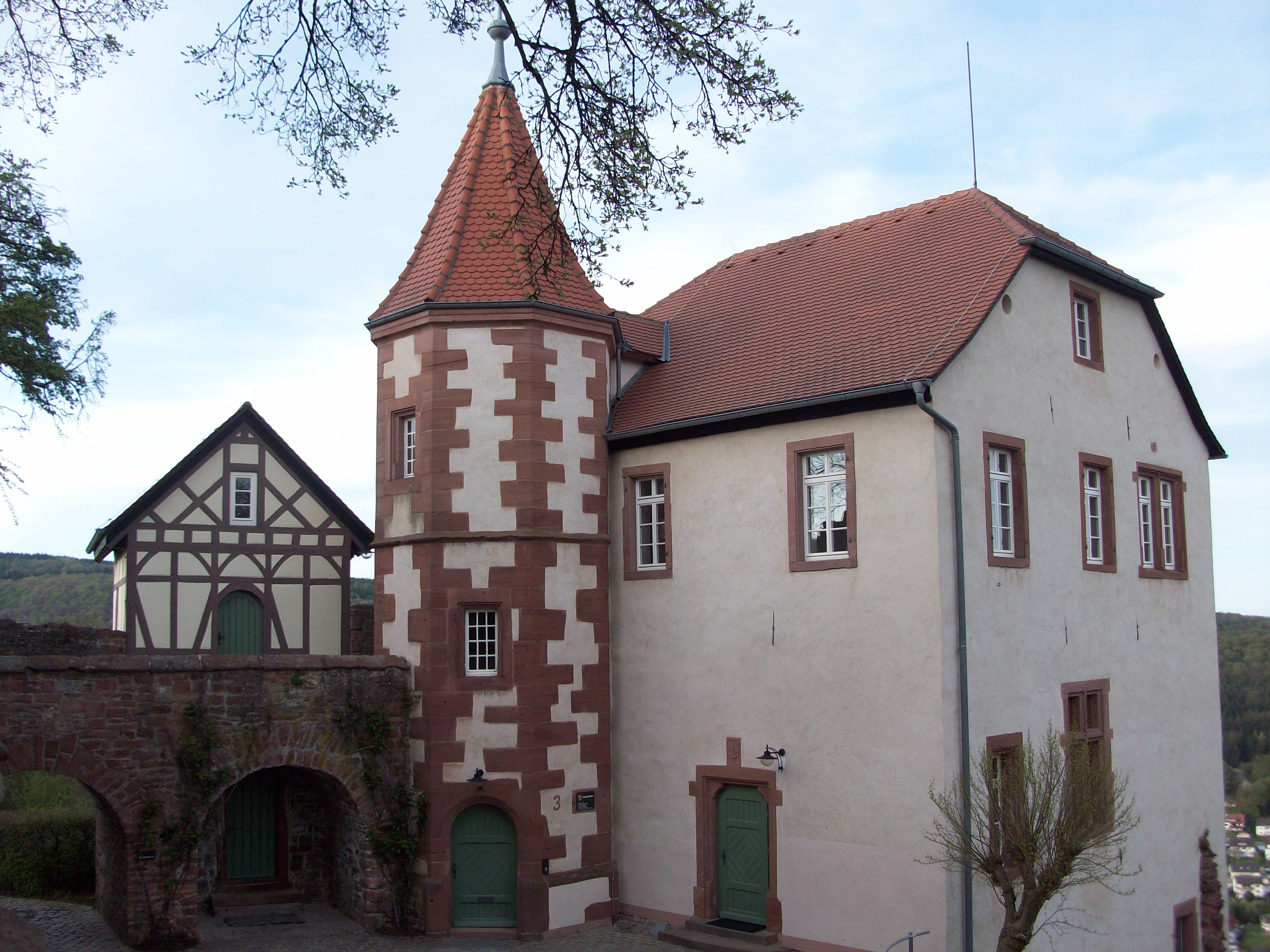
Das Kommandantenhaus der Burg

Die Burganlage ist in Vor- und Hauptburg gegliedert. Zur Vorburg gehörten die Invalidenkaserne (heute eine Gartenanlage), die Zehntscheuer, der Marstall mit dem Fruchtspeicher und das Kommandantenhaus.
Äußere Verteidigungslinie ist die als Bergkrone ausgeformte Stadtmauer von Dilsberg.
Um in die Hauptburg zu gelangen, mussten zwei Flankierungstürme passiert werden. Im Hof der Hauptburg lagen der Palas, von dem nur noch ein Kellergewölbe erhalten ist, und ein achteckiger ca. 19 m hoher Treppenturm. Die bis zu 16 m hohe Ringmauer umgab früher die ganze Hauptburg, bevor der östliche und südliche Teil abgerissen wurden.
1842 wollten die Dilsberger auch das Stadttor schleifen, um sich die Unterhaltungskosten zu sparen. Dies wurde ihnen aber von der Heidelberger Baubehörde des Landes Baden untersagt, die der Ansicht war „daß der Abriß des Stadttors dem 'Gesamteindruck' des Dilsbergs abträglich“ wäre; außerdem sei zu befürchten, dass im Falle des Abbaus des Stadttors das Läuten der von dort in die katholische Kirche umzusiedelnden Bürgerglocke in der Feldflur nicht mehr zu hören wäre.

### Karzer
Im Bereich der Burg befindet sich ein Kellergewölbe, das eine Zeitlang als Karzer der Universität Heidelberg diente. Später wurde es zu einer militärischen Arrestanstalt.

### Brunnen

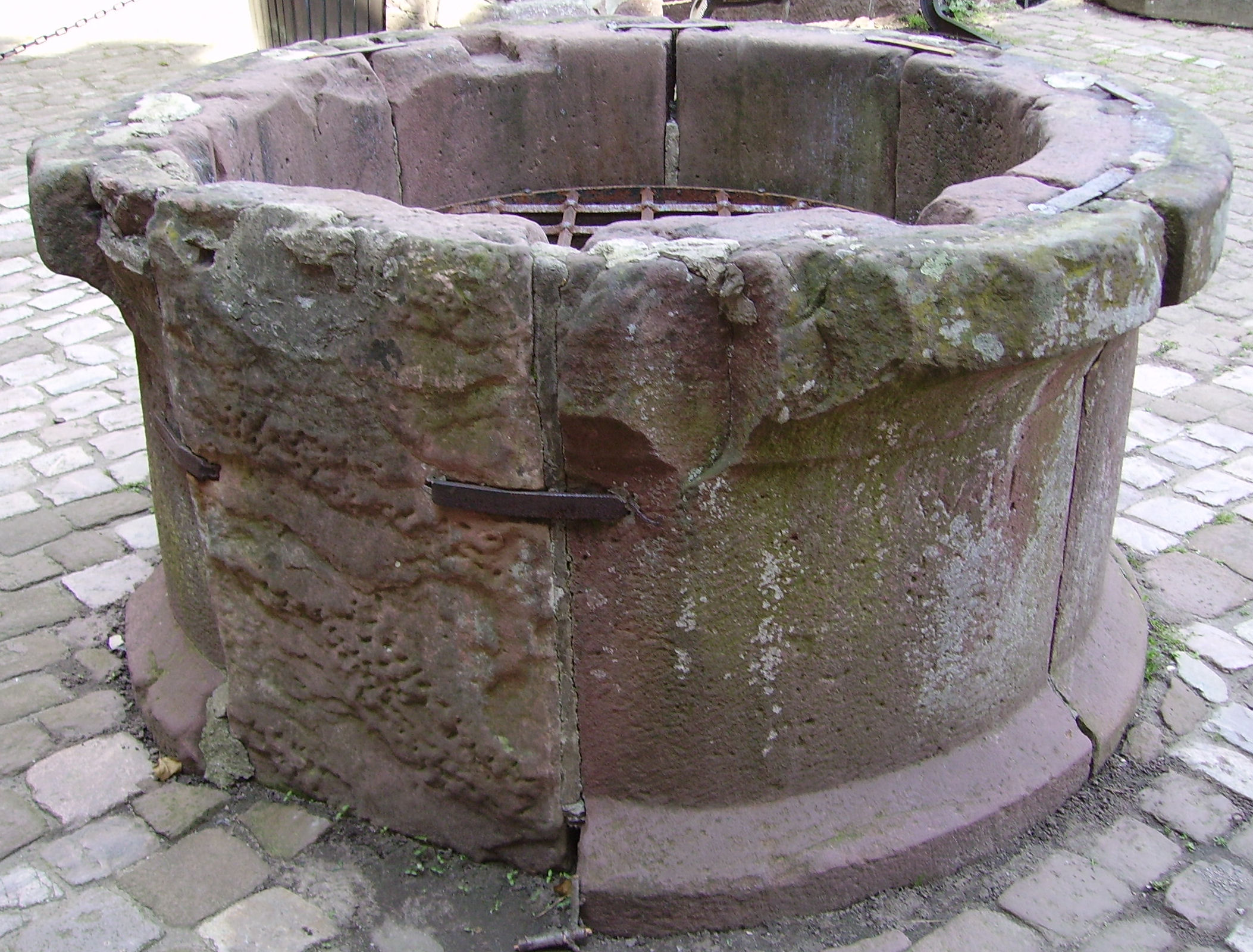
Brunnen

Der Burgbrunnen mit Kurbelgehäuse für den Wassereimer hat eine Tiefe von etwa 46 Metern und wurde vermutlich nach der Errichtung der Burg um das Jahr 1150 mit einer Tiefe von 21,50 Meter angelegt. Das kärgliche Wasserangebot war nur der Burgbesatzung vorbehalten. Die Dorfbevölkerung musste sich ihr Wasser woanders besorgen.
In einer zweiten Bauphase, vermutlich in den Jahren 1650 bis 1680, wurde der Brunnen verbreitert und vertieft, da eine durch die Errichtung einer kurpfälzischen Garnison stark vergrößerte Burgbesatzung mit Wasser versorgt werden musste. Bemerkenswert ist, dass vermutlich in beiden Bauphasen keine Sprengung vorgenommen, sondern die ganze Arbeit mit Schlägel und Eisen erledigt wurde.

### Burgstollen

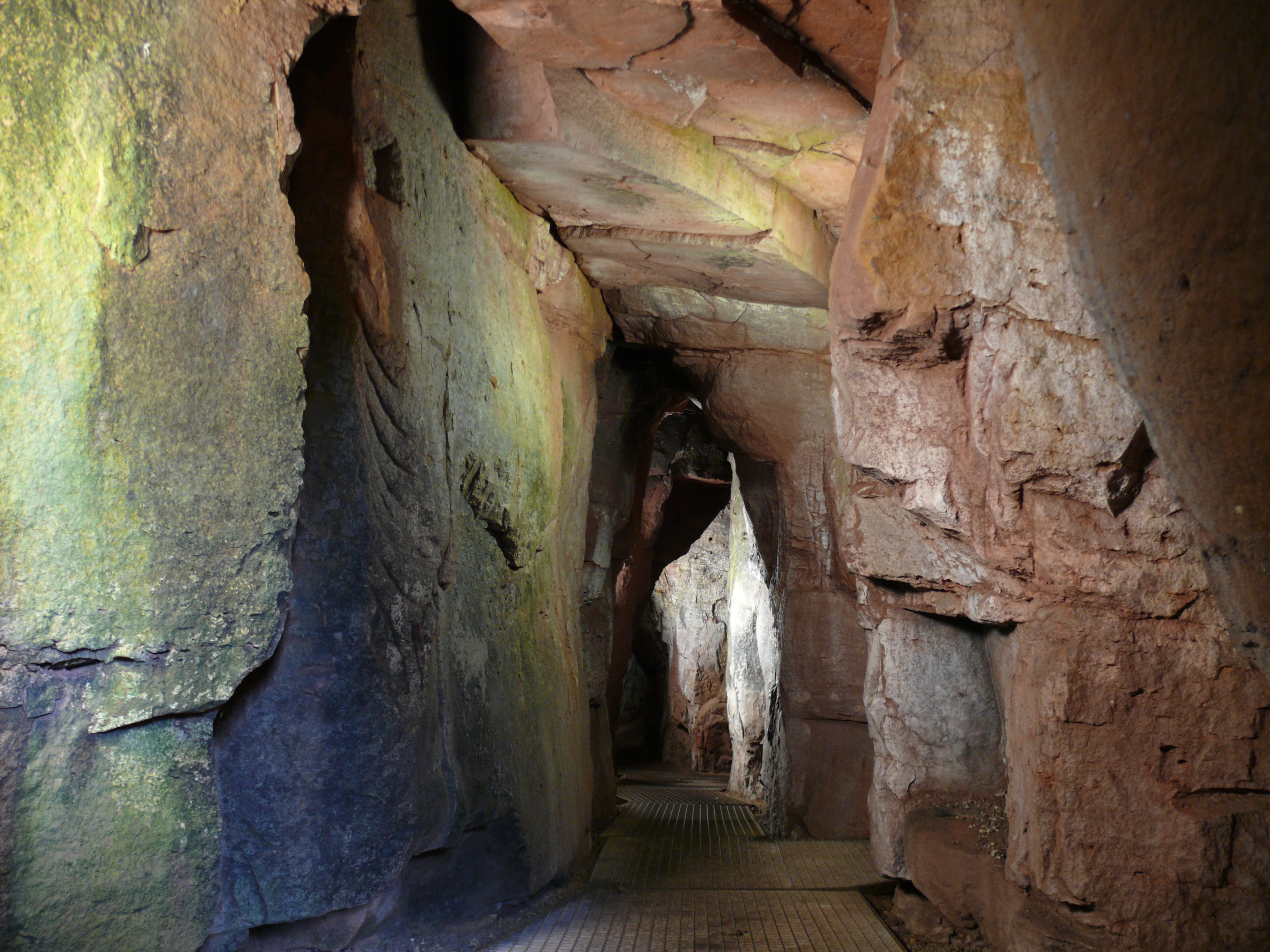
Der Burgstollen

Der Burgstollen wurde unter Ausnutzung der Trennfugen im Gestein angelegt, deshalb laufen Sohle und First spitz zu. Der Stollen wurde von außen in den Berg hinein vorgetrieben und sollte nach 65 Metern auf den Brunnenschacht stoßen. Die Bergleute kamen aber mehrfach von der Richtung ab. Deshalb beträgt die Gesamtlänge des Stollens 78 Meter.
Dilsberger Heimatforscher fabulierten bisher, dass der Stollen gebaut wurde, damit sich die Burgbesatzung bei Belagerungen ins Freie retten konnte – was offenkundig wenig sinnvoll erscheint, da der Ausgang zu nahe lag, der Zugang vom Feind genutzt werden konnte, et cetera. Heute vermutet man, dass es sich bei dem Gang um einen Belüftungsstollen handelt.
Nachdem der Stollen seinen Zweck erfüllt hatte, die Arbeiter vor Berggasen zu schützen, wurde er zeitweise zugeschüttet. Es bildete sich danach die Sage vom unterirdischen Gang, der unter dem Neckar zu einer Neckarsteinacher Burg führen soll. Diese Sage erwähnte der Schriftsteller Mark Twain in seiner Reiseerzählung A Tramp abroad (auf Deutsch: Bummel durch Europa). Die Erzählung regte den Deutsch-Amerikaner Fritz von Briesen um das Jahr 1900 an, aus New York anzureisen, um den Stollen zu finden. Er ließ sich abseilen und fand tatsächlich den Stollenabgang. Mit seiner finanziellen Hilfe wurde dann im Jahr 1926 der Brunnen und der Stollen von Schutt befreit und das Stollenmundloch im Wald freigelegt.

### Aussichtsturm

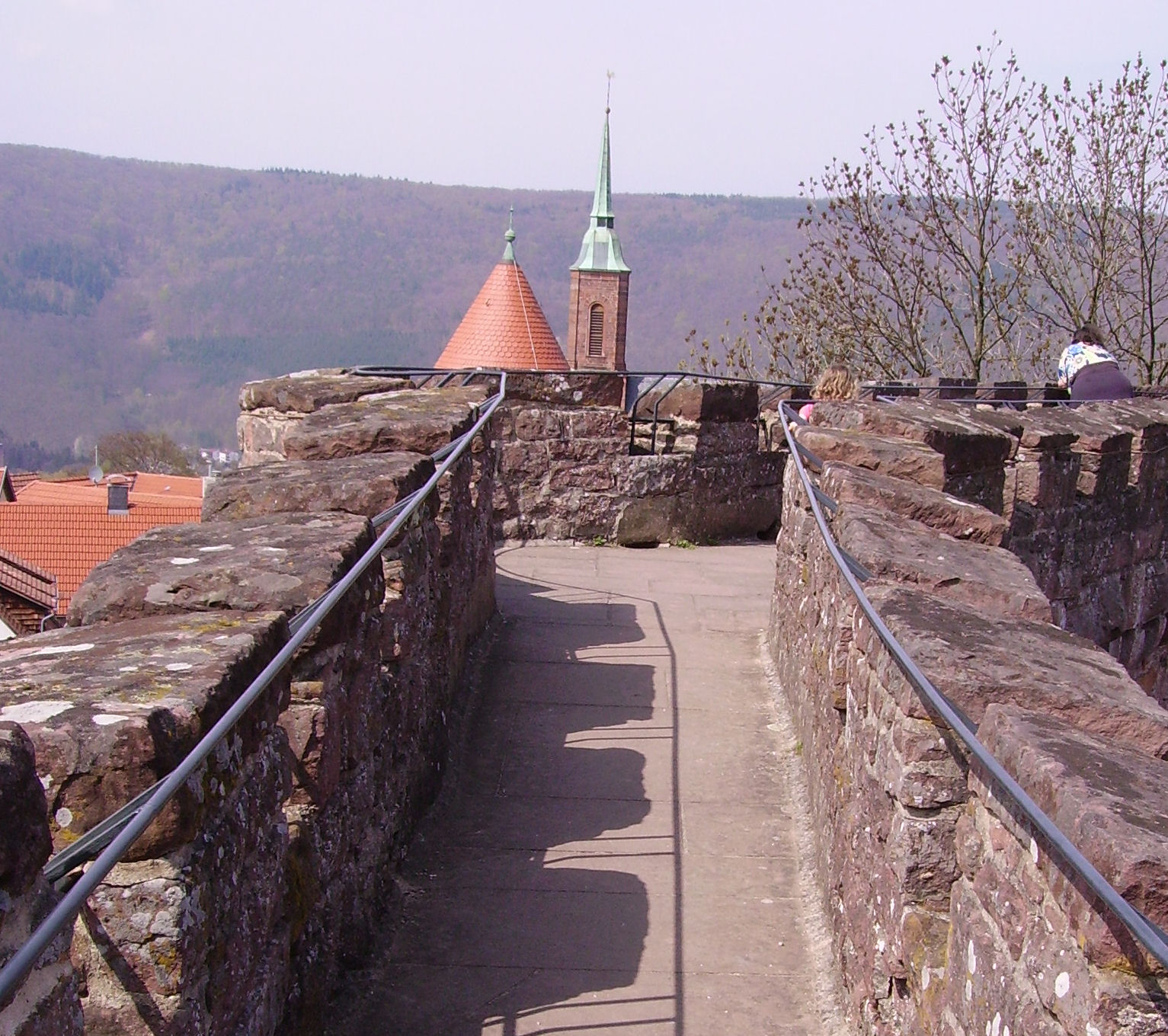
Mauerkranz

Der früher an der Westwand des Palas stehende achteckige Treppenturm ist aus Sandsteinquadern gemauert und durch leicht auskragende umlaufende Bänder in vier Ebenen unterteilt. Eine rechtsdrehende Sandstein-Wendeltreppe führt mit 95 Stufen an den heute gesicherten Türöffnungen vorbei, die früher zu den verschiedenen Etagen des Palas führten, bis hinauf zur ca. 18 m hoch liegenden Aussichtsplattform. In etwa 13,5 m Höhe befindet sich ein Ausgang zu einer Brücke, die den Turm mit der Mantelmauer verbindet, einer bis zu 16 m hohen Ringmauer, von der aus man einen Rundblick über den Ort und das Neckartal hat. Die Ringmauer umschloss ursprünglich die ganze Hauptburg, ist aber nach Osten und Süden zum größten Teil zerstört.

## Sagen

### Die Bienen von Dilsberg
Der Erzählung zufolge war der Graf von Dilsberg auf Jagd und das wollten seine Feinde dazu nutzen, um die Burg zu erobern. Die wenigen Bauern, die zu Hause waren, konnten ihnen kaum Widerstand leisten. Da hatten sie einen Einfall und holten ihre Bienenkörbe. Dann stellten sie sich damit hinter der Stadtmauer auf. Als die Angreifer nahe genug herangekommen waren, schüttelten die Bauern die Bienenkörbe und ließen die gereizten Bienen auf die Angreifer los, womit der Angriff erfolgreich abgewehrt wurde. An diese Begebenheit erinnert heute noch das »Bienengärtlein« an der Stadtmauer.

### Die Rose vom Dilsberg
Die Rose vom Dilsberg erinnert an die Tochter des Grafen Heinrich von Düren, die ein trauriges Schicksal hatte, da zwei Ritter um ihre Hand anhielten, ein Landschad von Steinach und ein Ritter Wolf von Hirschhorn. Als sich herausstellte, dass sie dem Ritter Wolf zugetan war, schwor der abgewiesene Brautwerber Rache und erschlug Ritter Wolf auf dem Weg zum Dilsberg hinterrücks. Auf der Burg liefen schon die letzten Vorbereitungen zur Hochzeit und niemand getraute sich, der Braut das Verbrechen mitzuteilen. Als ein Diener der Braut die Tragödie mitteilte, stürzte sie sich von der Burgmauer. An der Stelle, an der man ihre Leiche fand, wächst seitdem ein großer Rosenstrauch mit weißen Rosen.

## Persönlichkeiten
- Karl von Zyllnhardt (1744–1816), Grundherr in Mauer und Leiter der Bayerischen General-Forst-Administration.